# Цитаты Мао Цзэдуна
«Цитаты Председателя Мао» (кит. упр. 毛主席语录, пиньинь Máo Zhǔxí Yǔlù, палл. Мао Чжуси Юйлу), или «Цитатник» (в переводе официального пекинского издания на русский язык 1967 года: Мао Цзэ-дун. Выдержки из произведений), на Западе известный как «Красная книжечка» (англ. The Little Red Book, фр. Le (petit) livre rouge) — краткий сборник ключевых изречений Мао Цзэдуна, впервые изданный правительством КНР в 1966 году. 

## История
«Цитаты Мао Цзэдуна» содержат цитаты из речей и опубликованных работ Мао, структурированные тематически. Широчайшее распространение (более миллиарда экземпляров) получило карманное издание в красном переплёте, предназначенное для ношения с собой. В разделе бестселлеров «Книги рекордов Гиннесса» после сведений о тираже Библии упоминается, что тираж «Красной книжечки» цитат Мао Цзэдуна с 1966 по 1971 гг. составил 800 млн экземпляров. Тираж «Цитат Мао Цзэдуна» — один из самых больших книжных тиражей в мире (сопоставимый лишь с тиражами Библии и Корана).
Цитаты Мао было велено изучать и в рабочее время, организовывались специальные кружки по занятиям с текстом; считалось, что это не отвлекает трудящихся от работы, а наоборот, заставляет их в остальное время работать эффективнее. 

Произведения Председателя Мао Цзэ-дуна нужно изучать в поисках ключа к решению того или иного вопроса, изучать и применять в тесной связи с жизнью, сочетать их изучение с применением, изучать прежде всего самое необходимое в целях получения немедленных и ощутимых результатов, прилагать максимум усилий к применению. Для того чтобы по-настоящему овладеть идеями Мао Цзэ-дуна, необходимо вновь и вновь изучать целый ряд основных положений Председателя Мао Цзэ-дуна. Некоторые наиболее яркие высказывания лучше всего заучивать наизусть, постоянно изучать и применять. На страницах газет необходимо в тесной увязке с действительностью регулярно публиковать выдержки из трудов Председателя Мао Цзэ-дуна, чтобы все могли их изучать и применять. Как показал опыт широких народных масс, накопленный ими за последние годы в ходе изучения и применения произведений Председателя Мао Цзэ-дуна в тесной связи с жизнью, выборочное изучение выдержек из трудов Председателя Мао Цзэ-дуна в поисках ключа к решению того или иного вопроса является прекрасным методом изучения идей Мао Цзэ-дуна, с помощью которого нетрудно добиться немедленных и ощутимых результатов.
— из предисловия Линь Бяо к сборнику цитат
Строчки из «Цитат», включаемые в книги или статьи в прессе, набирались жирным или красным шрифтом.
Активным инициатором роста тиражей «Цитатника» и его распространения был соратник Мао Цзэдуна маршал Линь Бяо, автор предисловия к книге. После бегства и гибели Линя в 1971 году распространение книги несколько приостановилось. После смерти Мао и суда над организаторами культурной революции (1976 год) и особенно при Дэн Сяопине (конец 1970-х-1980-е годы) организованное изучение цитат было прекращено. В современном Китае старые цитатники, вместе с другими реликвиями времен Культурной революции, превратились в материал для продажи в специализированных антикварных лавках. Их идеологическое значение утрачено.
В целях экспорта маоизма за рубежи КНР, цитаты были переведены на все основные европейские и азиатские языки, а также на эсперанто; в период популярности в Европе (особенно во Франции) маоизма переиздавались неоднократно. Распространение переводов сыграло важную роль в формировании зарубежных партий и групп маоистов.  
На русском языке книга была впервые издана в 1967 году пекинским «Издательством литературы на иностранных языках» (кит. упр. 外文出版社) под заголовком «Мао Цзэ-дун. Выдержки из произведений».

## Содержание
Сборник содержит 427 цитат, систематизированных по 33 тематическим главам и упорядоченных логически. Объём цитат различный — от одного предложения до развёрнутого рассуждения в несколько абзацев. Большинство их взято из группы примерно 20 главных работ Мао.
Главы цитатника:
1. Коммунистическая партия
2. Классы и классовая борьба
3. Социализм и коммунизм
4. Правильно разрешать противоречия внутри народа
5. Война и мир
6. Империализм и все реакционеры — бумажные тигры
7. Сметь бороться и сметь побеждать
8. Народная война
9. Народная армия
10. Руководство партийных комитетов
11. Линия масс
12. Политическая работа
13. Взаимоотношения между офицерами и солдатами
14. Взаимоотношения между армией и народом
15. Три демократии
16. Просвещение и обучение
17. Служить народу
18. Патриотизм и интернационализм
19. Революционный героизм
20. Трудолюбие и бережливость в строительстве страны
21. Опираться на собственные силы, упорно и самоотверженно бороться
22. Метод мышления и метод работы
23. Обследование и изучение
24. Искоренять ошибочные взгляды
25. Сплочённость
26. Дисциплина
27. Критика и самокритика
28. Коммунист
29. Кадры
30. Молодёжь
31. Женщины
32. Культура, искусство
33. Учёба